# ハブ (企業)
- ダイエー > ハブ (企業)

株式会社ハブ（英: HUB CO.,LTD.）は、イギリス風パブチェーンのHUBと82ALE HOUSEの経営を行う企業。

## 概要
1980年（昭和55年）ごろのダイエーは売上高1兆円を超えており、ドムドムハンバーガー、神戸らんぷ亭、フォルクス、ヴィクトリアステーション、ビッグボーイといった外食産業をいくつも設立させていた。
ダイエーの創業者である中内㓛は、イギリスにおけるパブ文化を日本に持ち込もうと考えた。中内の考えるパブ文化とは、日本の居酒屋文化が「食べながら飲む」スタイルであるのに対し、パブ文化は「飲みながら会話する」スタイルであることだった。長居はせずに、1杯か、2杯飲んでその日、1日をリセットし、明日の活力にする場である。1980年にダイエーの子会社として株式会社ハブ（以下、旧法人）を設立し、同年3月には神戸市に1号店を開店した。通常の居酒屋のように店員が客にオーダーを取りに行くのではなく、イギリスのパブで行われている「キャッシュオンデリバリー」（カウンターで客が注文を行い、その際に支払い、精算を行ってから酒を受け取って飲むスタイル）を取り入れた。「オーダー制のほうが客単価が上がる」という意見もあったが、「1杯を飲んで空になった後でも居続けられるような店のほうが再訪する客も多く結果的には売上が増える」という考え方から、キャッシュオンデリバリーが採用された。
1983年（昭和58年）頃には「今後10年で1000店舗に拡大する」といった目標も掲げられたが。採算の合わない店舗も多く、1986年には事業再編成により、旧法人は同じくダイエー子会社であった株式会社キャプテンクックの一部門となった。店舗として「HUB」の屋号は存続し、六本木店や渋谷店といった一部黒字店舗も営業を継続したが、「イギリスのパブ文化を日本に」というコンセプトは中断されることになる。1989年（平成元年）には再度のダイエーグループの外食業再編に伴い、キャプテンクックから株式会社りきしゃまんに営業譲渡される。
1995年（平成7年）、ダイエー本体から金鹿研一がりきしゃまんの社長に着任する。金鹿は、外食は門外漢であったため、創業当時の原点に戻ることを決めると、旧会社からの最古参であった太田剛にイギリス視察を命じた。「洋風PUB」から「英国風PUB」へと店舗のコンセプトを根本から見直し、1997年（平成9年）には池袋東口店をプロトタイプとして開店させる。翌1998年（平成10年）にはダイエーが資本金を投入し、ダイエーホールディングコーポレーションの子会社として株式会社ハブが設立される。
それに伴い、同年9月1日に「りきしゃまん」から「株式会社ハブ」に事業移管された。
2002年（平成14年）にはダイエーが保有する同社の株式を村さ来本社（のちフード インクルーヴを経て、現・ジー・テイスト）・加藤義和（加ト吉（現・テーブルマーク）元社長）・21LADYに譲渡。加ト吉の連結子会社となることもあったが、2006年には大阪証券取引所ヘラクレスに上場を果たす。
2017年（平成29年）2月27日には東京証券取引所市場第2部に市場変更し、同年12月4日には東京証券取引所市場第1部に上場した。
2017年2月期の時点では18期連続増収を記録しており、2017年4月には100店舗を達成している。
日本の英語学習者の間では多数の外国人が立ち寄るパブである事で有名となっていて、英会話能力向上のために通う者も居る。

## 沿革
- 1998年（平成10年）5月 - 株式会社ダイエーホールディングコーポレーション（ダイエーグループの持株会社）の子会社として株式会社ハブ（現法人）を、東京都新宿区歌舞伎町に資本金4億9000万円で設立[20]。
- 2005年（平成17年） - 新業態として「82ALE HOUSE」1号店を東京・神田にオープン。なお、8月2日は中内功の誕生日であり、中内が亡くなった翌週にオープンしている[14]。
- 2009年（平成21年）9月4日 - 大株主の21LADYが保有する全株式を一六堂に売却[21]。
- 2010年（平成22年）
  - 2月22日 - テーブルマーク及びフード インクルーヴが保有する同社株式計4,110株をロイヤルホールディングスに譲渡、同社が筆頭株主となる[22]。この売却によってフード インクルーヴは株主ではなくなり、テーブルマークも第3位株主に退いた[23]。
  - 10月12日 - 上場先が大証ヘラクレス（グロース）からJASDAQスタンダードへ移行。
- 2011年（平成23年）
  - 2月23日 - 大株主の一六堂が保有する全株式を河内屋に売却[24]。
- 2012年（平成24年）
  - 1月30日 - テーブルマークが保有する同社株式計1,220株を久世に売却、テーブルマークは株主でなくなった[25]。
- 2013年（平成25年）7月 - JASDAQ（スタンダード）に株式を上場[20]。
- 2019年（平成31年）
  - 4月27日 - かつて同社と同じくダイエーが運営していた福岡ソフトバンクホークスの本拠地である福岡 ヤフオク!ドーム内に「HUB福岡ヤフオク!ドーム店」がオープン。九州初進出かつスタジアム内への英国パブ業態出店としては日本初となった[26][27]。
- 2021年（令和3年）
  - 3月22日 - ミクシィとハブが業務提携を結ぶ。同時に第三者割当増資の実施、ロイヤルホールディングスからの株式譲渡などを行い、ミクシィ傘下の「Tech Growth Capital 有限責任事業組合」が筆頭株主となる[28]。
  - 11月19日 - 東京証券取引所・JASDAQの市場再編に伴い、東証プライムへの上場を選択[29]。
- 2023年（令和5年）8月22日 - 東証での市場区分をスタンダードに変更することを決定[30]。